# Голубин
Голуби́н (раніше також Буда-Голубин) — село в Україні, у Романівській селищній територіальній громаді Житомирського району Житомирської області. Чисельність населення становить 141 особу (2001).

## Населення
Наприкінці 19 століття налічувалося 398 мешканців, дворів — 18, у 1906 році — 282 мешканці, дворів — 60, у 1923 році — 452 мешканці, дворів — 76.
Відповідно до результатів перепису населення СРСР, кількість населення станом на 12 січня 1989 року становила 123 особи. Станом на 5 грудня 2001 року, відповідно до перепису населення України, кількість мешканців села становила 141 особу.

### Мова
Розподіл населення за рідною мовою за даними перепису 2001 року:
| Мова       | Відсоток |
| ---------- | -------- |
| українська | 98,58 %  |
| російська  | 1,42 %   |

## Історія
В середині 19 століття — село Романівської волості Новоград-Волинського повіту Волинської губернії. Селян 29 душ, землі селянської 60 десятин. Належало до романівського маєтку, власність Стецьких, колишня власність Іллінських.
Наприкінці 19 століття — село Романівської волості Новоград-Волинського повіту Волинської губернії. Лежало за 52 версти (56 км) від Новограда-Волинського, над річкою Нивна. Власність Генрика Стецького, котрому належить разом з іншими селами 3 992 десятини землі та 3 821 десятина лісу.
У 1906 році — сільце Романівської волості (4-го стану) Новоград-Волинського повіту Волинської губернії. Відстань до повітового центру, м. Новоград-Волинський, становила 52 версти, до волосного центру містечка Романів — 8 верст. Поштове відділення — міст. Романів.
У березні 1921 року, в складі волості, передане до новоутвореного Полонського повіту Волинської губернії.
3 листопада 1921 року під час Листопадового рейду через Буду Голубину проходила кінна сотня Антончика Подільської групи (командувач Сергій Чорний) Армії Української Народної Республіки. Ввечері сюди прибула головна частина Подільської групи і лишилася тут на ночівлю. 23 листопада 1921 р. через Буду Голубину, вертаючись з Листопадового рейду, проходила Подільська група (командувач Сергій Чорний) Армії Української Народної Республіки.
У 1923 році включене до складу новоствореної Генрихівської (згодом — Калинівська) сільської ради, яка 7 березня 1923 року увійшла до складу новоутвореного Миропільського району Житомирської (згодом — Волинська) округи. Розміщувалося за 23 версти від районного центру міст. Миропіль, за 3 версти від центру сільської ради с. Генрихівка. 1 вересня 1925 року, в складі сільської ради, передане до новоутвореного Довбишського (згодом — Мархлевський) району Волинської округи, 17 жовтня 1935 року — до складу Баранівського району Київської області, 14 травня 1939 року — новоутвореного Щорського (згодом — Довбишський) району Житомирської області. У 1941—44 роках — центр окремої сільської управи.
11 серпня 1954 року, внаслідок об'єднання сільських рад, село підпорядковане Мар'янівської сільської ради Довбишського району. 28 листопада 1957 року, в складі сільської ради передане до Баранівського району Житомирської області, 30 грудня 1962 року — до складу Дзержинського району Житомирської області. 9 листопада 1966 року, відповідно до рішення Житомирського облвиконкому № 588 «Про зміни в адміністративно-територіальному поділі Дзержинського району», село передане до складу новоутвореної Нивнинської (згодом — Нивненська) сільської ради Дзержинського (згодом — Романівський) району.
12 червня 2020 року, відповідно до розпорядження Кабінету Міністрів України № 711-р «Про визначення адміністративних центрів та затвердження територій територіальних громад Житомирської області», територію та населені пункти Нивненської сільської ради Романівського району включено до складу Романівської селищної територіальної громади Житомирського району Житомирської області.